# TED Ankara Kolejliler (szachy)
TED Ankara Kolejliler, pełna nazwa TED Ankara Kolejliler Spor Kulübü – turecki klub szachowy z siedzibą w Ankarze, dwukrotny mistrz kraju.

## Historia
Działalność szachowa przy Tureckim Stowarzyszeniu Edukacyjnym rozpoczęła się w 1990 roku, jednak klub szachowy powstał w roku 1994. W 1995 roku klub wziął udział w inauguracyjnym sezonie 1. Satranç Ligi, zajmując siódme miejsce. W następnych latach TED Ankara Kolejliler był czołowym klubem tureckim. 1996 roku zespół zdobył mistrzostwo kraju, w 1997 uzyskano trzecie miejsce, a w latach 1998–1999 uzyskano wicemistrzostwo. W 1997 roku zespół zadebiutował w Pucharze Europy, zajmując przedostatnie w eliminacyjnej grupie 1. Turecki klub przegrał wówczas spotkania z Beer-Sheva Chess Club i Noną Zugdidi. W 1999 roku ponownie uzyskano przedostatnie miejsce w eliminacyjnej grupie (5) Pucharu Europy, przegrywając mecze z ŠK Pula i Zalaegerszegi Csuti SK. W 2000 roku drużyna zdobyła drugie mistrzostwo Turcji, a rok później – wicemistrzostwo. W 2003 roku klub zajął trzecie miejsce w lidze, a następnie wystartował w Pucharze Europy, zajmując 40. miejsce (jedno zwycięstwo i pięć porażek). W sezonie 2004 klub zajął drugie miejsce w kraju. W Pucharze Europy drużyna wygrała dwa mecze (m.in. z wyżej notowanym Matinkylän Shakkikerho), zremisowała dwa i przegrała trzy, uzyskując 25. miejsce. W 2008 roku zespół zajął w kraju przedostatnie, piętnaste miejsce i spadł z ligi.
W drużynie grali m.in. Can Arduman, Adrian Michalczyszyn, Kübra Öztürk, Suat Soylu i Mustafa Yılmaz.